# United in Danger
United in Danger è un cortometraggio muto del 1914 diretto da Ashley Miller. Prodotto dalla Edison, aveva come interpreti Augustus Phillips, Gertrude McCoy (anche sceneggiatrice), William West, Edna Hammel.

## Trama
Al club, il giovane Gerald Stuyvesant si accorge che alcuni suoi amici stanno ridendo guardando un giornale: incuriosito, va a vedere e scopre che la sua foto appare accanto a quella di miss Maud Varian, una stella della scena musicale ai suoi primi successi. Seccato e indignato di quell'indebita vicinanza proposta dalla stampa, quando Gerald incontra qualche giorno più tardi Maud, la tratta molto freddamente. La ragazza, dopo anni di gavetta, era riuscita a raggiungere la fama e quella foto sul giornale aveva provocato in lei un brivido di soddisfazione. Quella che era stata una sgradevole notorietà per Stuyvesant era il segno distintivo del successo per lei e la sua freddezza l'aveva molto ferita.

Stuyvesant aveva lasciato il teatro con animo cupo. Il ricordo di Maud con il suo sguardo sorpreso e deluso lo perseguitava. Decise di tornare a vedere lo spettacolo. Durante il secondo atto, in mezzo alla scena apparve una piccola spirale di fumo. Dietro le quinte si sparse subito la voce che il fuoco era scoppiato sotto il palcoscenico. Ma Maud non si fermò mai durante la sua esibizione fino a finire quasi per svenire. Gerald, saltato giù dal palco, prese la ragazza e la portò fuori. Il giorno dopo le loro foto apparvero di nuovo insieme sui giornali.

## Produzione
Il film fu prodotto dalla Edison Company.

## Distribuzione
Distribuito dalla General Film Company, il film uscì nelle sale cinematografiche degli Stati Uniti nel 1914.